# My Bloody Valentine (película de 1981)
My Bloody Valentine (en español: San Valentín sangriento) es una película de terror canadiense, dirigida por George Mihalka y considerada un homenaje al slasher de bajo costo, de moda durante los años 80 gracias a títulos como Halloween o Viernes 13.
Este largometraje, estrenado el 11 de febrero de 1981 en Estados Unidos y el 13 de febrero en Canadá, fue calificado[cita requerida] por Quentin Tarantino como "el mejor slasher de todos los tiempos". En su distribución por Europa, la película llegó a los cines en Alemania Occidental, Austria y Francia a lo largo de 1982, mientras que en el resto de países se vendió al mercado de vídeo doméstico.
Para el 13 de enero de 2009, con motivo del esperado remake, la compañía Lions Gate Entertainment puso en el mercado una edición especial de la versión original.

## Argumento
Durante el día de los enamorados de 1961, se produce un accidente en una mina de Canadá, dejando varios muertos. Sin embargo, sólo uno sobrevivió, Harry Warden, según relata una leyenda local. 20 años después, el alcalde decide volver a abrir el baile de los enamorados. Pero eso no fue muy agradable para los agentes de policía y cualquier persona que reciba unos paquetes extraños que contienen corazones humanos.

## Reparto
- Paul Kelman es Jessie 'T.J.' Hanniger Jr.
- Lori Hallier es Sarah.
- Neil Affleck es Axel Palmer.
- Don Francks es Jefe Jake Newby.
- Keith Knight es Hollis.
- Alf Humphreys es Howard Landers.
- Cynthia Dale es Patty.
- Jim Murchison es Tommy.
- Helene Udy es Sylvia.
- Rob Stein es John.
- Terry Waterland es Harriet.
- Carl Marotte es Dave.
- Jack Van Evera es Happy.
- Peter Cowper es Harry Warden.

## Producción
El director George Mihalka, gracias al éxito de verano de su película anterior, consiguió un contrato por dos películas con Producciones Cinepix, encabezada por André Link y John Dunning. A Mihalka se le pidió dirigir una historia de terror, presentada a Dunning por Stephen Miller, que Mihalka aceptó dirigir, John Beaird fue contratado para escribir el guion.
La película fue titulada originalmente "The Secret", sin embargo, los productores decidieron cambiarlo a "My Bloody Valentine", debido a la tendencia popular en el género slasher de nombrar las películas referenciando a fiestas o tradiciones, a través de películas como Black Christmas, Halloween, y Viernes 13.
El rodaje de My Bloody Valentine comenzó en septiembre de 1980, tendrá lugar alrededor de la mina de carbón Princesa en Sydney Mines, Nueva Escocia, que había cerrado en 1975. Dos minas fueron consideradas, la otra en Glace Bay, Nueva Escocia. La productora decidió la ubicación de Sydney Mines, debido a "ser la parte exterior un espacio lúgubre, frío y polvoriento, no hay edificios a su alrededor, por lo que parecía que estaba totalmente en el medio de la nada".
A su llegada a la ciudad para el rodaje, el equipo encontró que la gente del pueblo, sin saberlo, había redecorado la mina, para hacerla más presentable, destruyendo así la atmósfera oscura que había convencido a la compañía de producción para rodar la película allí. Mihalka ha dicho desde que hizo la película que el elemento más difícil de My Bloody Valentine estaba filmando en las minas. Situado a 2.700 metros de profundidad, el rodaje en la mina es un proceso largo, ya que, debido al espacio limitado en los ascensores, se necesitaba una hora para armar el elenco y el equipo bajo tierra. Además, debido a los niveles de metano, la iluminación tenía que ser cuidadosamente planificada, la cantidad de bombillas que podían ser utilizados con seguridad era limitada.
Lori Hallier, Kelman Paul y Neil Affleck tuvieron los papeles principales; Thom Kovacs, Udy Helene, Carl Marotte y Stein Rob habían aparecido en la película anterior de Mihalka. Paul Zaza se encargó de la banda sonora, tras hacerlo con la de Prom Night el año anterior. 

## Controversia
Después de la supervisión de la MPAA de Estados Unidos, y a petición de los productores para reducir la demanda como para que en el teatro, en el momento se cortaron más de 9 minutos de escenas que contienen secuencias más crudo y violento. Después de algunos años ya, el cine es el productor, John Dunning, presentada a Paramount Pictures, una de edición del director del slasher en el que colocar contenidos especiales y escenas censuradas, a pesar de la solicitud, el estudio decidió no publicar la nueva edición.

## Censura
Mucho se ha hablado de las cuestiones en torno a la censura de My Bloody Valentine. Para la MPAA de concesión de la película con un Clasificación R, los cortes se pidió a cada secuencia de la muerte en la película. Incluso después de cortar la película para que coincida con los requisitos exigidos por la MPAA, la película fue devuelto con una Clasificación X y más cortes se exigía. Fotogramas de las imágenes recortadas se publicaron en Fangoria, mientras que la revista de la película aún estaba en producción, a pesar de que las secuencias fueron extirpados en la versión teatral, sino que sólo fue el 13 de enero de 2009 que la película fue finalmente liberado por primera vez con la tomas de corte reintegrados.
Hay dos razones por las que se atribuye con frecuencia a la tala extrema de la película. Se ha sugerido que Paramount Pictures ha querido quitar el material infractor debido a la reacción que habían recibido de la liberación el Viernes 13 el año anterior - como nota al margen, de Paramount Pictures, con Viernes 13 Parte 2, que se estrenó un par de meses después de My Bloody Valentine, también sufrió el corte amplio, que nunca ha sido puesto en libertad.

## Cultura popular
- En Irlanda, existe una banda de rock con el nombre de My Bloody Valentine debido a esta película.
- La banda de pop-punk Good Charlotte tiene una canción del mismo título. El Blitzkid banda tiene una canción titulada "My Bloody Valentine" fuera de la aterradora cuentos CD editado en 1999 y remasterizado en la muerte por Jersey DVD combo CD / en el año 2006.
- Una parodia de CollegeHumor se titula "My Bloody Valentine" e involucra a uno de los tripulantes que mueren en el Día de San Valentín.
- En el episodio de la cuarta temporada de la serie cómica de Los Simpsons, en el capítulo "Yo amo a Lisa", Homer y Bart ven en el televisor a Itchy & Scratchy en un cortometraje llamado "My Bloody Valentine", en el que Itchy le quita el corazón a Scratchy y se lo da como regalo del Día de San Valentín.
- La banda estadounidense de post-hardcore Ice Nine Kills tiene una canción de su disco The Silver Scream 2: Welcome to Horrorwood llamada "Take Your Pick", la cual está inspirada en la película y tiene la colaboración del cantante George Fisher de la banda Cannibal Corpse.